# 懷特薩爾弗斯普林斯 (喬治亞州霍爾縣)
懷特薩爾弗斯普林斯（英語：White Sulphur Springs）是位於美國喬治亞州霍爾縣的一個非建制地區。該地的面積和人口皆未知。

## 地理
懷特薩爾弗斯普林斯的座標為34°20′00″N 83°45′01″W / 34.33333°N 83.75028°W，而該地的平均海拔高度為289米（即948英尺）。